# نتوء (جغرافيا)

محافظة المفرق في الأردن.

ليمبورخ في هولندا.

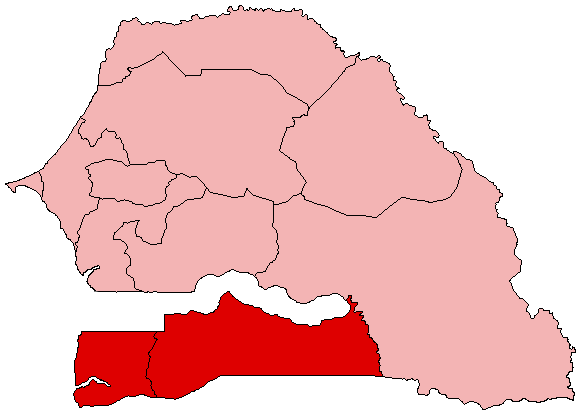
إقليم كازامانس في السنغال.

قطاع كابريفي شمال شرق ناميبيا.

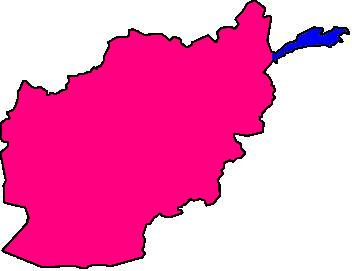
ممر واخان في أفغانستان.

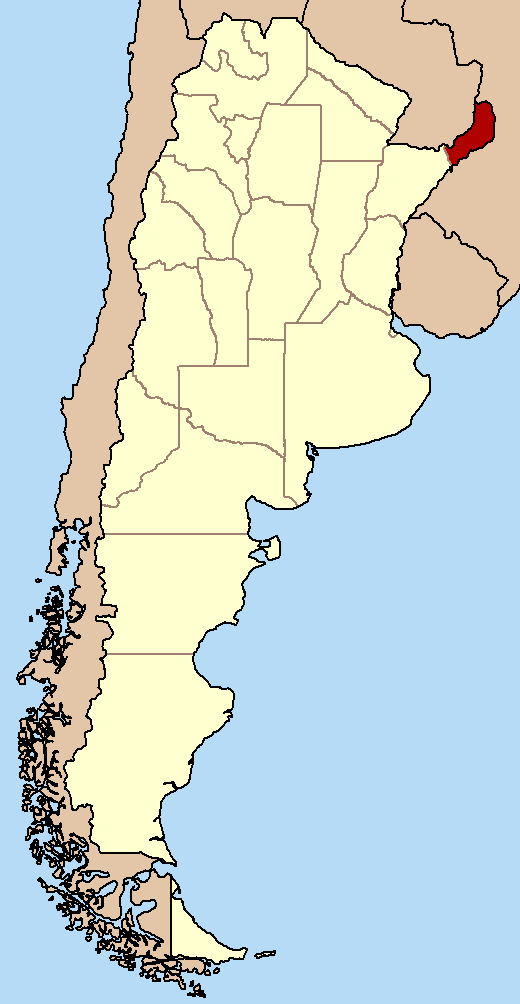
محافظة ميسيونس في الأرجنتين.

النتوء هو مصطلح جغرافي لبروز تابع لكيان جيوسياسي ممتد في أراضي كيانٍ آخر سواء كانت أراضي دول ذات سيادة أو حتى ضمن التقسيمات الإداريّة للدول، حيث يمكن أن يكون جزء من محافظة ممتد بأراضي محافظات أخرى لنفس الدولة. وهو مُشتق من مصطلح النتوء العسكري.
يتشابه شكل النتوء الجغرافي مع شكل شبه الجزيرة، إلاّ ان المياه لا تحيط به بثلاثة جهات كما هو الحال في الأخيرة، التي تتصل بالبرّ الرئيسي الجغرافي بالجهة المتبقيّة، حيث يتم تحديده من خلال حدود بريّة ممتدّة على جانبين على الأقل، وعلى النطاق الجغرافي الأكبر للوحدة الإداريّة المكوّنة له. وهو نتيجة حدود تم رسمها دوليًا أو إداريًا كما أن موقع بعض الحدود الإداريّة يأخذ في الحسبان الاعتبارات الأخرى مثل الروابط الاقتصاديّة أو الطوبوغرافيا.

## نتوء جغرافي على مستوى الدول

### آسيا
- محافظة المفرق في الأردن
- ممر واخان في أفغانستان
- محافظة تشيتاغونغ في بنغلادش
- جنوب تايلاند في تايلند
- محافظة هاتاي في تركيا
- أوبليس مانكيستاو في كازخستان
- باتكين أوبلاستي في كازخستان
- محافظة تاي ننه في فيتنام
- منطقة تانينثاري في مينمار
- إصبع الجليل الممتد في الأراضي اللبنانية
- سيكيم في الهند

### أفريقيا
- جامبيلا في إثيوبيا
- ولاية النيل الأزرق في السودان
- إقليم كازامانس في السنغال
- مقاطعة نيمبا في ليبيريا
- منطقة كايس في مالي
- محافظة تيتي في موزمبيق

### الأمريكيتين
- ميسيونس في الأرجنتين
- رورايما في البرازيل
- إقليم تومبيس في بيرو
- بيتين في غواتيمالا
- أمازوناس في فنزويلا

### أوروبا
- محافظة سيونيك في أرمينيا
- منطقة غاليسيا في إسبانيا
- مقاطعة دونيجال في إيرلندا
- منطقة كاخيتي في جورجيا
- كانتون جنيف في سويسرا
- كانتون شافهوزن في سويسرا
- ليمبورخ في هولندا
- تراقيا الغربية في اليونان

## نتوء جغرافي على مستوى إداري
- كانتون كوتاكاتشي في الإكوادور

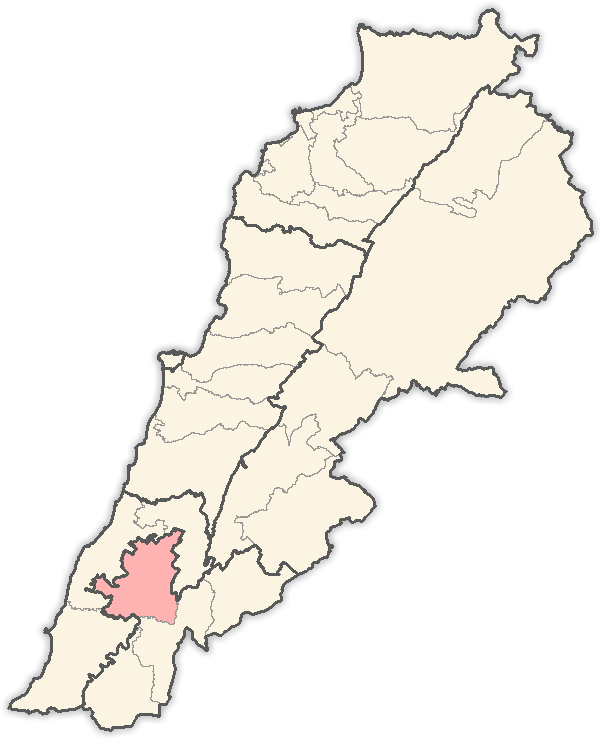
قضاء النبطية، وهو نتوء داخلي ممتد ضمن حدود لبنان الإداريّة.

- نتوء اللطرون في الضفة الغربية، فلسطين
- قضاء النبطية ممتد إداريًا ضمن حدود لبنان
- منطقة كورابوت في الهند

## الإعلام
تم استخدام مصطلح النتوء الجغرافي إعلاميًا بعد الأزمة الخليجيّة مع قطر في 2017، حيث وصفت وسائل إعلام تابعة للدول المحاصرة للأخيرة بأنها ليست أكثر من نتوء جغرافي صغير بارز في جسد المملكة العربية السعودية المتضخم الذي يشمل معظم مساحة شبه الجزيرة العربية، وذلك تصغيرًا لمساحة قطر، بالرغم من أنها عمليًا ليست نتوءًا جغرافيًا بل شبه جزيرة مُحاطة بمياه الخليج من ثلاثة جهات. كما اُستخدم نفس المصطلح في وصف المناطق العازلة التي كان يُخطط لإقامتها في سوريا خلال الأزمة السوريّة.